# Deutschlands Flora in Abbildungen nach der Natur mit Beschreibungen
Deutschlands Flora in Abbildungen nach der Natur mit Beschreibungen (abreviado Deutschl. Fl. (Sturm), Abt. I, Phanerog.) es un libro con ilustraciones y descripciones botánicas que fue escrito por el entomólogo, botánico, e ilustrador naturalista alemán Jacob Sturm y publicado en (Núremberg, en los años [1796-]1798-1848[-1862]). 
Deutschlands Flora in Abbildungen nach der Natur mit Beschreibungen [Flora de Alemania en ilustraciones de la naturaleza, y descripciones] (Núremberg, [1796-]1798-1848[-1862]), contiene 2.472 grabados en 160 partes, cada una mide solo 13-15 cm de altura, con descripciones textuales de eminentes botánicos como Schreber, Hoppe, Reichenbach, y Koch. Luego del deceso de Sturm, la obra fue continuada por su hijo Johann Wilhelm Sturm.